# 朗德赖
朗德赖（法語：Landrais，法語發音：[lɑ̃dʁɛ]）是法国滨海夏朗德省的一个市镇，位于该省北部偏西，属于罗什福尔区。

## 地理
朗德赖（46°4'11"N, 0°51'44"W）面积15.4 平方千米，位于法国新阿基坦大区滨海夏朗德省，该省份为法国西部滨海省份，北起旺代省，西临大西洋，南至吉倫特省，东南接多爾多涅省，东北接德塞夫勒省接壤，东临夏朗德省。
与朗德赖接壤的市镇（或旧市镇、城区）包括：阿尔迪利埃、尚邦、锡雷多尼斯、福尔日、米龙、勒图、圣皮埃尔拉努。

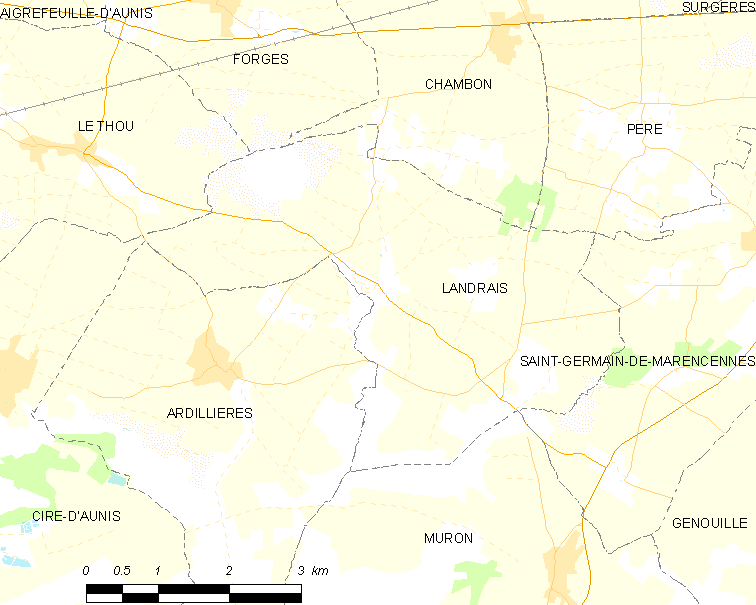
朗德赖的OSM定位图

朗德赖的时区为UTC+01:00、UTC+02:00（夏令时）。

## 行政
朗德赖的邮政编码为17290，INSEE市镇编码为17203。

## 政治
朗德赖所属的省级选区为叙热尔县。

## 人口

1962-2008年间朗德赖人口变化图示

朗德赖于2022年1月1日时的人口数量为798人。